# Panamanthus
Panamanthus é um género botânico pertencente à família Loranthaceae.